# Марија Обрадовић (политичарка)
Марија Обрадовић (Крушевац, 24. јун 1974) српска је политичарка и новинарка. За потпредседницу Српске напредне странке изабрана је 2016. године. Била је народна посланица у три мандата.

## Биографија
Завршила је Педагошку академију у Крушевцу и Учитељски факултет у Београду, као и Дипломатску академију Министарства спољних послова Републике Србије.
Усавршавала се у Србији и Немачкој.
Радила је као водитељка и новинарска РТ Крушевац, ЈП Ибарске Новости и РТВ Краљево.
Покренула је 2015. године образовни програм у НСРС „Развој капацитета народних посланика за надзор безбедносног сектора” у сарадњи са Високим студијама безбедности и одбране, Школе националне одбране Војне академије, који је постао саставни део активности Скупштине Србије.
Као координаторка Женске парламентарне мреже, али и као председница Одбора за одбрану и унутрашње послове, једна је од потписница Меморандума о сарадњи између Народне скупштине Републике Србије и Удружења пословних жена. На основу овог документа, потписаног 24. новембра 2014. године, Народна скупштина даје подршку развоју женског предузетништва у Србији. Меморандум је заснован на темељима Резолуције за подршку женском предузетништву у малим и средњим предузећима, који је 2011. године усвојио Европски парламент.
Изабрана је за министра државне управе и локалне самоуправе 28. октобра 2020. у другом кабинету Ане Брнабић.
Са породицом, живи и ради у Београдy. Говори енглески језик.